# Българско училище „Зора“ (Бейзингстоук)
Българското училище „Зора“ е училище на българската общност в град Бейзингстоук, Англия. Създадено е през 2018 г. и е лицензирано от Министерството на образованието и науката на България. Приема деца над четиригодишна възраст. Към 2023 г. в училището са записани над 70 деца.